# Die Toten von Salzburg – Zeugenmord
Die Toten von Salzburg – Zeugenmord ist ein österreichischer Fernsehfilm der Kriminalfilmreihe Die Toten von Salzburg aus dem Jahr 2018 von Erhard Riedlsperger. Die Erstausstrahlung erfolgte am 24. Februar 2018 im ORF. Im ZDF wurde der Film am 9. April 2018 erstmals gezeigt.

## Handlung
In ihrem zweiten gemeinsamen Fall im bayerisch-österreichischen Grenzgebiet untersuchen Major Peter Palfinger und Kriminalhauptkommissar Hubert Mur aus Traunstein einen Doppelmord in einem Salzburger Krankenhaus. Eines der Mordopfer ist der nach einem Autounfall schwer verletzte Fahrer eines deutschen Politikers, des Staatssekretärs Hofstätter, der bei dem Unfall ums Leben kam. Beim zweiten Opfer handelt es sich um den zweiten Patienten in dem Intensivzimmer, den abgestürzten Bergputzer Albrecht Edlinger, den Mann von Annemarie Edlinger. Möglicherweise hatte er den Täter gesehen und musste deshalb ebenfalls sterben. 
An der Unfallstelle finden sich keine Bremsspuren, Kriminalhauptkommissar Mur vermutet, dass es sich bei dem Autounfall um einen Anschlag auf den Staatssekretär handelte, als Motiv nimmt er dessen Verwicklungen in Waffenexportgeschäfte an. Die Bilder der Überwachungskamera aus dem Krankenhaus führen sie zu Carolin Landsbergis. Die Mutter des Staatssekretärs, Rosalinde Hofstätter, erzählt Mur, dass Landsbergis Computer und Diensthandy ihres Sohnes abgeholt hat. Von einem Mitarbeiter des Bundesnachrichtendienstes, der sie bei den Ermittlungen beobachtet, erfahren sie, dass Landsbergis Spin-Doctorin des Staatssekretärs war. Landsbergis übergibt den Ermittlern den Computer von Hofstätter, auf diesem finden sich Unterlagen zu den Waffendeals. Aus diesen geht jedoch hervor, dass Hofstätter und Landsbergis die Deals nicht abwickeln, sondern verhindern wollten. Ansonsten zeigt sich Landsbergis wenig kooperativ. Der Unfallwagen wird auf Anordnung der Bayerischen Staatskanzlei verschrottet, sodass keine weitere Untersuchungen daran möglich sind.
Von Dr. Angela Doll, der Ärztin aus dem Krankenhaus, erhält Palfinger die Krankenakten der beiden Toten. Aus dem Elektrokardiogramm geht ein Pulsanstieg des Bergputzers Edlinger, des zweiten Toten, immer um 17:00 hervor. Von seiner schwangeren Frau Annemarie erfährt Palfinger, dass Edlinger um diese Zeit immer von seinem Bruder Konrad besucht wurde. Auch zum Tatzeitpunkt finden sich Pulsanstiege bei Edlinger und etwas später beim Fahrer des Staatssekretärs. Um diese Zeit hatte die von Mur verdächtigte Landsbergis das Krankenhaus bereits verlassen. Palfinger vermutet daher, dass dieser Besuch Edlinger galt und der Fahrer unfreiwilliger Zeuge des Mordes am Bergputzer wurde.
Palfinger konfrontiert den an der Felswand des Mönchsbergs arbeitenden Konrad Edlinger mit seiner Theorie, dass er den Absturz seines Bruders vorsätzlich herbeigeführt hat, weil Konrad und Annemarie Edlinger eine Liebesbeziehung hatten und Annemarie von Konrad schwanger war. Nachdem dieser den Absturz überlebt hatte, hat Konrad seinen Bruder und danach den Fahrer, der zufällig Zeuge des Mordes wurde, im Krankenhaus getötet. Auf den Überwachungsvideos des Krankenhauses war er zum Tatzeitpunkt nicht zu sehen, weil er über den Lüftungsschacht in das Krankenzimmer gekommen war und es über diesen wieder verlassen hatte. Konrad Edlinger löst nach seinem Geständnis seine Klettersicherung und stürzt sich vom Mönchsberg in die Tiefe.

## Produktion
Die Dreharbeiten fanden gemeinsam mit dem dritten Teil Königsmord von 26. April bis 30. Juni 2017 in Stadt und Land Salzburg und dem benachbarten Berchtesgadener Land statt. Produziert wurde der Film von der Satel Film GmbH, beteiligt waren der Österreichische Rundfunk und das ZDF, unterstützt wurde die Produktion vom Fernsehfonds Austria, dem Land Salzburg und der Stadt Salzburg.

## Rezeption
Volker Bergmeister schrieb bei tittelbach.tv: „Ein bisschen Verschwörungs-Thriller, ein bisschen Familientragödie, deutsch-österreichische Rivalitäten, ein altbekanntes Muster zweier sich fetzender Kommissare. Da fehlt der typische Ösi-Schmäh, das ist nicht Fisch, nicht Fleisch, wird aber wohl sein Publikum finden. Denn Krimi geht immer.“
Hans Czerny befand im Weser-Kurier, dass die Figuren einander derart grobschlächtig begegneten, als seien sie Watschenmänner aus alten Wiener Praterzeiten. Der Bruderkrieg, auf den dann alles in einer Art Parallelkonstruktion hinausläuft, wirke nicht wenig an den Haaren herbeigezogen. Palfinger und Mur recherchierten sehr ausdauernd aneinander vorbei. Beim Schnüffeln in Salzburgs Gassen nähmen sie auch die schönsten Plätze und Treffpunkte mit, vom Café Bazar bis zum Peterskeller. „Immer mal wieder grüßt die Salzburg-Silhouette, wie das in touristisch angehauchten Regionalkrimis inzwischen üblich ist.“
In Deutschland sahen den Film bei Erstausstrahlung im ZDF 6,13 Millionen Personen, der Marktanteil betrug 19,6 Prozent.